# Château de l'Espinasse
Le château de l'Espinasse est un édifice situé à Saint-Beauzire, en France.

## Localisation
Le château est situé sur le territoire de la commune de Saint-Beauzire, dans le département  de la Haute-Loire, en région Auvergne-Rhône-Alpes.

## Description
Construction militaire datant des XIVe et XVe siècles, agrandie principalement au XVIIe siècle, puis au XXe siècle pour s'adapter à des fonctions exclusivement rurales. A l'intérieur, certaines boiseries du XVIIIe siècle, d'un style très local, sont à retenir.
En 1358, construction du donjon crénelé avec mâchicoulis et tourelle d'escalier en encorbellement. Le donjon forme le fond de la cour intérieure dont une rampe à escalier irrégulier sur voussures assure la liaison avec le chemin de ronde de la poterne d'entrée et avec un bâtiment ajouté au XVIe siècle vraisemblablement avec échauguettes d'angle. Cette construction centrale, couronnée de créneaux supprimés à la Révolution, avec accès par porte en tiers point défendue par une herse, est encadrée de deux tours engagées dont le crénelage a été également enlevé en 1793.
Le château se poursuit à l'est par un corps de logis construit en 1450, avec deux tours défendues par des meurtrières. Leur intérieur est entièrement décoré au rez-de-chaussée de boiseries Louis XV. Un escalier en vis prenant en face du donjon, dans la cour intérieure, donne accès à tout ce corps de bâtiment. Des boiseries Louis XV subsistent au rez-de-chaussée. La grande salle du premier étage renferme une cheminée à hotte du XVe siècle, avec écusson sculpté aux armes d'Auvergne.

## Historique
Le château est inscrit au titre des monuments historiques par arrêté du 24 avril 1961.